# 財務省 (シンガポール)

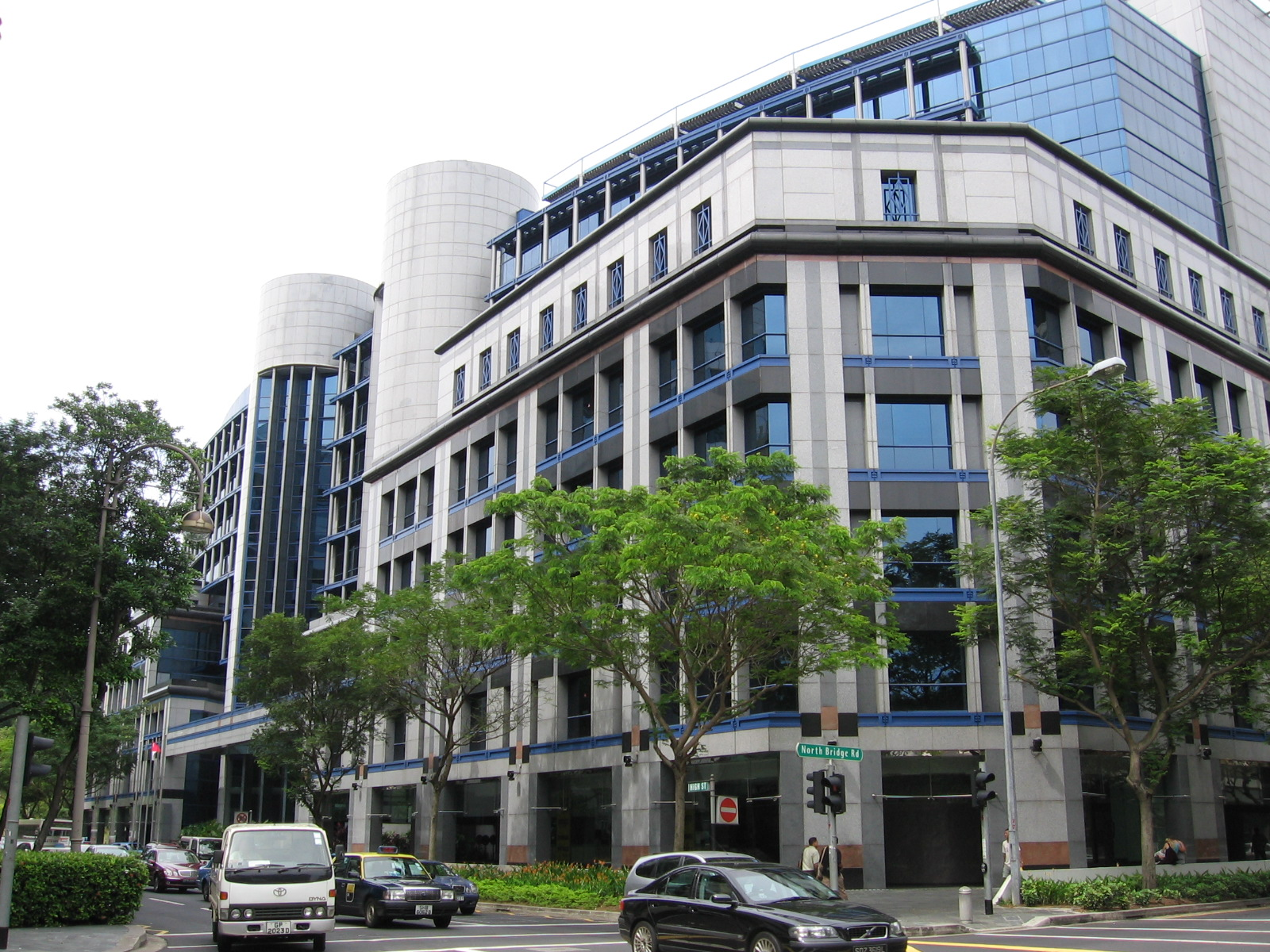
財務省庁舎

財務省（ざいむしょう、MOF; Ministry of Finance）は、シンガポールの中央省庁の1つ。財務大臣によって統括され、シンガポールの経済の管理・統制について責任を負う。財務省の権限は主に会社法、商業登記法、貨幣法、会計法によって規定されている。
シンガポール政府における財務省の主たる機能は、シンガポールの管轄区域内で事業を行う際に、法人管理体制や会計規約について国際的基準と慣習との間に互換性があることを保証することである。

## 歴代財務大臣
| 代 | 氏名                             | 在任期間                        |
| -- | -------------------------------- | ------------------------------- |
| 1  | 呉慶瑞（ゴー・ケンスィー）       | 1959年 - 1965年                 |
| 2  | 林金山（リム・キムサン）         | 1965年 - 1967年8月16日          |
| 3  | 呉慶瑞（ゴー・ケンスィー）       | 1959年8月17日 - 1970年          |
| 4  | 韓瑞生（ホン・スイセン）         | 1970年 - 1983年10月14日         |
| 5  | 李光耀（リー・クァンユー）       | 1983年10月15日 - 1983年10月23日 |
| 6  | 陳慶炎（トニー・タン）           | 1983年10月24日 - 1985年1月1日   |
| 7  | 胡賜道（リチャード・フー）       | 1985年1月2日 - 2001年           |
| 8  | 李顕龍（リー・シェンロン）       | 2001年 - 2007年                 |
| 9  | ターマン・シャンムガラトナム     | 2007年12月 - 2015年9月30日      |
| 10 | 王瑞傑（ヘン・スウィー・キート） | 2015年10月1日 - 2021年5月14日   |
| 11 | 黃循財（ローレンス・ウォン）     | 2021年5月15日 -                 |